# Grabstein der Brüder Aurelius Saluda und Aurelius Regrethus

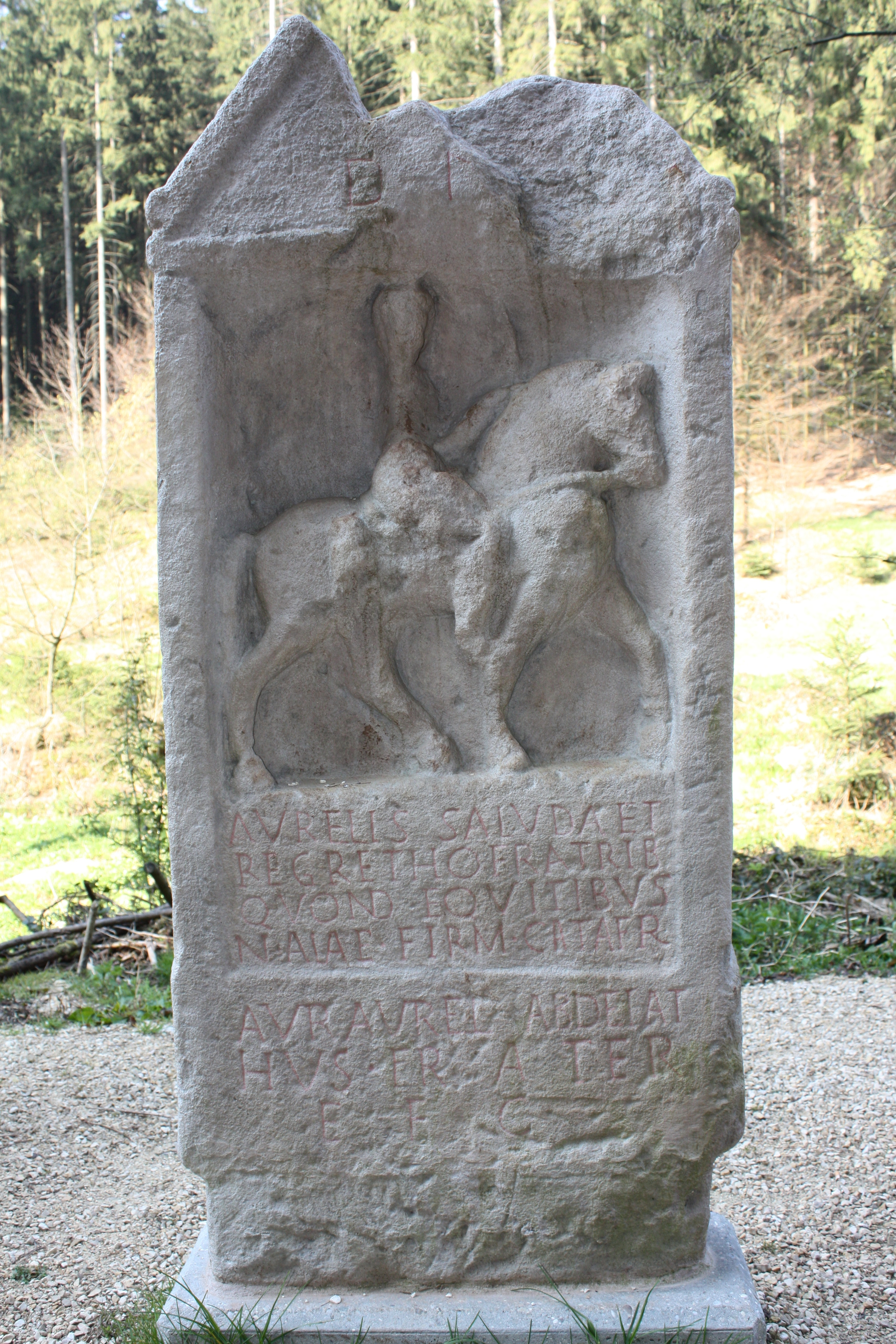
Grabstein der Brüder Aurelius Saluda und Aurelius Regrethus (Kopie)

Der Grabstein der Brüder Aurelius Saluda und Aurelius Regrethus wurde 1930 in einem Gräberfeld in Bad Cannstatt in Baden-Württemberg gefunden.

## Beschreibung
Der Grabstein zweier römischer Panzerreiter (Kataphrakten) wird in das 3. Jahrhundert n. Chr. datiert. Das Original befindet sich im Landesmuseum Württemberg. Die beiden Brüder dienten in der Ala nova firma catafractaria, wo sie circa 234/35 n. Chr. im Kastell Stuttgart-Bad Cannstatt stationiert waren. Der Grabstein aus Stubensandstein wurde von ihrem Bruder Aurelius Abdedathus gestiftet. Die Einheit wurde in den östlichen Provinzen aufgestellt und unter den Kaisern Severus Alexander und Maximinus Thrax von 222 bis 235 an der Nordgrenze eingesetzt.
Die Inschrift lautet:

„D(is) M(anibus) // Aurelis Saluda et / Regretho fratrib(us) / quond(am) equitibus / n(ovae) alae firm(ae) catafr(actariae) / Aurel(ius) Abdetat/hus frater / e(orum) f(aciendum) c(uravit)“

Übersetzung: „Den Manen. Für die Brüder Aurelius Saluda und dem (Aurelius) Regrethus, ehemals Reiter der ala firma cataphractia, hat ihr Bruder Aurelius Abdethatus den Grabstein setzen lassen.“ (Landesmuseum Württemberg)